# Samuel Pisar
Samuel Pisar (Białystok, 13 marzo 1929 – New York, 27 luglio 2015) è stato un avvocato, scrittore e diplomatico statunitense, di origine polacca. Ebreo, superstite dell'Olocausto, è autore di un libro di memorie sulla sua esperienza di bambino dell'Olocausto come deportato in vari campi di concentramento. Dopo la guerra, ha conosciuto una importante carriera negli Stati Uniti come avvocato e diplomatico.

## Biografia
Samuel Pisar nasce a Białystok in Polonia nel 1929 in una famiglia ebraica. Con l'occupazione nazista perde i genitori e la sorella. Dal ghetto di Białystok fu inviato a Majdanek, Bliżyn, Auschwitz, Sachsenhausen, Oranienburg, Dachau e infine al tunnel Engelberg vicino a Leonberg. Alla fine, con l'arrivo delle truppe alleate riuscì a fuggire durante una marcia della morte. 
Dopo la liberazione, Pisar trascorse un anno e mezzo nella zona di occupazione americana della Germania, impegnandosi nel mercato nero con altri sopravvissuti. Fu salvato da una zia che viveva a Parigi. Uno zio lo mandò a Melbourne, in Australia, dove riprese gli studi, laureandosi in giurisprudenza presso l'Università di Melbourne nel 1953. 
Dopo essersi ripreso da un attacco di tubercolosi, si trasferisce negli  Stati Uniti dove consegue il dottorato in legge presso l'Università di Harvard.
Vive tra New York e Parigi, lavorando come membro della task force di politica economica e estera di John Fitzgerald Kennedy e come consulante legale dei presidenti francesi François Mitterrand e Valéry Giscard d'Estaing. Negli Stati Uniti, dove dirige uno degli uffici di avvocati tra i più prestigiosi, fu anche consigliere del Dipartimento di Stato, del Senato e delle commissioni della Camera 
Per la sua attività diplomatica in favore dei diritti civili riceve numerosi riconoscimenti internazionali, negli Stati Uniti, Francia, Polonia e Australia, inclusa la Legion d'onore francese, l'Ordine dell'Australia e l'Ordine al merito della Repubblica di Polonia.
Nel 1979 pubblica un libro di memorie sulla sua esperienza di bambino dell'Olocausto. Del libro esce subito (nel 1980) anche l'edizione in lingua inglese. Nel libro (e in numerose successive interviste) descrive come la prigionia lo avesse reso cinico e crudele, facile alla menzogna e all'inganno non solo nei confronti delle guardie ma anche degli altri prigionieri, ed abile a sfruttare ogni occasione che gli potesse garantire un qualche privilegio nel campo.
L'amico Leonard Bernstein più volte gli aveva chiesto di aggiungere un testo di memoria come voce recitante alla sua Sinfonia n. 3 ("Kaddish"). Il progetto si realizza solo dopo la morte del compositore sull'onda emotiva successiva all'attacco alle torri gemelle. Lo stesso Pisar recita il testo (A Dialogue with God) in occasione di diverse esecuzioni dell'opera, dalla prima con la Chicago Symphony Orchestra nel 2003 al concerto tenuto presso l'Istituto Yad Vashem a Gerusalemme nel 2009 e a Varsavia in memoria delle vittime dell'Olocausto.
Pisar muore il 27 luglio 2015 a New York, all'età di 86 anni.

## Autobiografia
- Samuel Pisar. Le sang de l'espoir (Paris: Laffont, 1979).
  - Ed. inglese: Of Blood and Hope (Boston: Little, Brown, 1980).